# 美少女クエスト
『美少女クエスト』（びしょうじょクエスト）は、2018年4月13日から同年12月21日までフジテレビで放送されていた美少女×ゲーム番組、バラエティ番組。フジテレビでは毎週金曜日（木曜深夜）2:55から。BSフジでは 毎週日曜日（土曜深夜）22:00から。このほかフジテレビオンデマンド、TVerで配信。

## 概要
世の中に知られていない美少女を、ドキュメンタリーの手法で日常風景を切り取り、その素顔や魅力を伝えていく「美少女×ゲーム応援番組」。主要コーナーである『美少女クエスト』では一貫して出演者名を「美少女」と表し、また80年代RPG風のドット文字やドット絵で「○○な美少女」などと表記。出演者名は冒頭の入力画面でのみ表示される。
ドキュメンタリーである『美少女クエスト』を主要コンテンツに、フジゲームスの配信ゲームを美少女が紹介、プレイするコーナー（コーナー名はゲーム名が付けられているため不定）。クリエイティブユニット「東京コスプレイ」の撮影風景を追う『TOKYO COSPLYE』などのコーナーを挟みこみ構成している。

## 出演者
- 美少女たち

## スタッフ
- ナレーション：富田美憂[2][注 1]
- 企画・演出：東中川遼太
- 構成：谷口雅人
- 音効・MA：阿部祥高
- 編集・撮影：中島史雄
- アソシエイトプロデューサー：松永佳子
- 協力：ズーイ、トライポット
- ウェブプランナー：小西仁
- 写真：今井弾太
- 撮影：関村良
- テクニカルディレクター：塩田康一
- ディレクター：軍司綾、佐藤良、加藤昌之（担当回によって交代）
- プロデューサー：大石倫之
- 制作協力：FCC
- 制作著作：フジテレビ、フジゲームス

## 放送リスト
| 放送回 | 初回放送日       | タイトル                 | 美少女     |
| ------ | ---------------- | ------------------------ | ---------- |
| #1     | 2018年 4月13日   | 制服が似合いすぎる美少女 | 齊藤英里   |
| #2     | 4月20日          | 制服が似合いすぎる美少女 | 齊藤英里   |
| #3     | 5月4日           | 天津爛漫すぎる美少女     | 坂口風詩   |
| #4     | 5月11日          | 天津爛漫すぎる美少女     | 坂口風詩   |
| #5     | 5月18日          | 内気すぎる美少女         | 村田友麻   |
| #6     | 6月1日           | 内気すぎる美少女         | 村田友麻   |
| #7     | 6月8日           | 好奇心旺盛すぎる美少女   | 武田雛歩   |
| #8     | 6月15日          | 好奇心旺盛すぎる美少女   | 武田雛歩   |
| #9     | 6月22日          | 未知数すぎる美少女       | 星川遥香   |
| #10    | 6月29日          | 未知数すぎる美少女       | 星川遥香   |
| #11    | 7月6日           | 愛されすぎてる美少女     | 高岡凜花   |
| #12    | 7月13日          | 愛されすぎてる美少女     | 高岡凜花   |
| #13    | 7月20日          | 繊細すぎる美少女         | 荒城凪沙   |
| #14    | 7月27日          | 繊細すぎる美少女         | 荒城凪沙   |
| #15    | 8月3日           | 初々しすぎる美少女       | 宮﨑優     |
| #16    | 8月10日          | 初々しすぎる美少女       | 宮﨑優     |
| #17    | 8月17日          | クールすぎる美少女       | 浅見めい   |
| #18    | 8月24日          | クールすぎる美少女       | 浅見めい   |
| #19    | 9月7日           | 前向きすぎる美少女       | 柿本朱里   |
| #20    | 9月14日          | 前向きすぎる美少女       | 柿本朱里   |
| #21    | 9月21日          | 特別編 10人の美少女      |            |
| #22    | 10月5日          | 志高すぎる美少女         | 太田沙羅   |
| #23    | 10月12日         | 志高すぎる美少女         | 太田沙羅   |
| #24    | 10月19日         | ギャップありすぎる美少女 | 黒木ひかり |
| #25    | 10月26日         | ギャップありすぎる美少女 | 黒木ひかり |
| #26    | 11月2日          | 不思議すぎる美少女       | 一ノ瀬みか |
| #27    | 11月9日          | 不思議すぎる美少女       | 一ノ瀬みか |
| #28    | 11月16日         | 真面目すぎる美少女       | 梶原凪     |
| #29    | 11月23日         | 真面目すぎる美少女       | 梶原凪     |
| #30    | 11月30日         | イマドキすぎる美少女     | 莉子       |
| #31    | 12月7日          | イマドキすぎる美少女     | 莉子       |
| #32    | 12月14日         | ふわふわすぎる美少女     | 高橋希来   |
| #33    | 12月21日(最終回) | ふわふわすぎる美少女     | 高橋希来   |

出演後の美少女はゲーム紹介など他のコーナーにも出演。

## 音楽

### オープニングテーマソング
- teto「9月になること」（UKPROJECT）
  - 2018年4月–9月
- ハンブレッダーズ「RADIO GIRL」（ハンブレコード）[4]
  - 2018年10月–12月

### エンディングテーマソング
- フジファブリック「若者のすべて」（EMIミュージック・ジャパン/Capitol Music）